# Tarentelle napolitaine
 (mars 2025).
Si vous disposez d'ouvrages ou d'articles de référence ou si vous connaissez des sites web de qualité traitant du thème abordé ici, merci de compléter l'article en donnant les références utiles à sa vérifiabilité et en les liant à la section « Notes et références ».
La Tarentelle napolitaine (en italien Tarantella di Ricci ou Tarantella di Piedigrotta ou bien aussi Tarantella napoletana par excellence) est une tarentelle composée par Luigi Ricci en 1852. Très souvent utilisée dans les films et séries pour décrire l’Italie, la mélodie est mondialement connue comme étant une musique stéréotypée du pays.